# 1687 az irodalomban
Az 1687. év az irodalomban.

## Új művek

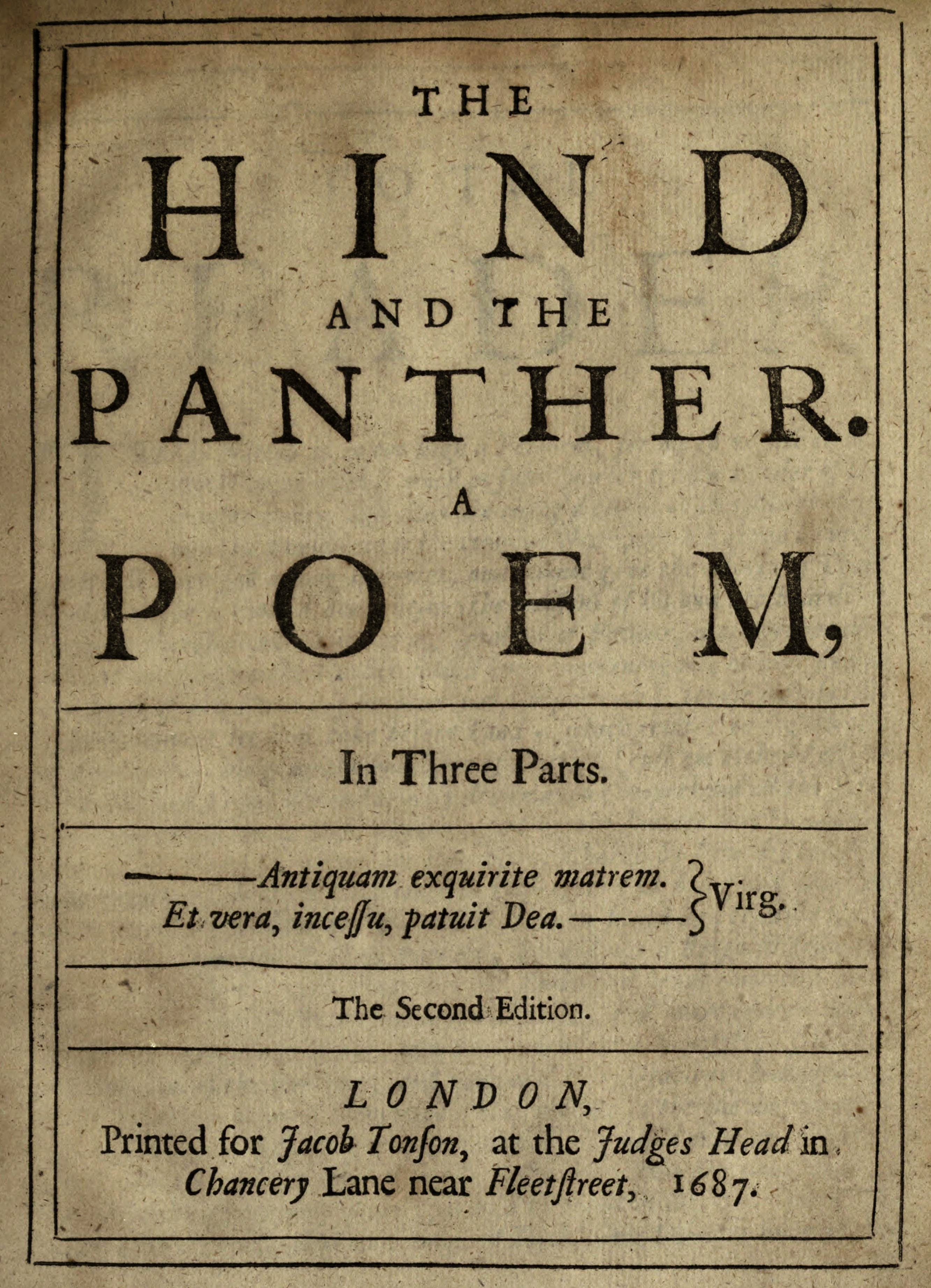
Az 1687-es második kiadás címlapja

- július 5. – Isaac Newton publikálja a Philosophiae Naturalis Principia Mathematica-t (A természetfilozófia matematikai alapjai), melyben leírja elméletét az univerzális gravitációról és a mechanika törvényeit. Ez a könyv az újkori fizika és az új világkép alapja lett.[1]
- Charles Perrault francia szerzőnek a Francia Akadémián felolvasott költeménye, a Le siècle de Louis le Grand (Nagy Lajos évszázada) heves irodalmi vita kezdete lesz.
- John Dryden The Hind and the Panther (A szarvastehén és a párduc) című allegorikus elbeszélő költeménye, katolikus apológia.
- Az előzőnek paródiája a szintén angol szerző, Matthew Prior költeménye: The Hind and the Panther transversed to the story of the country and the City Mouse (A szarvastehén és a párduc átalakulása a városi és a vidéki egér történetévé).[2]
- Ihara Szaikaku: Nansoku okagami (’A férfiszerelem nagy tükre’).

## Születések
- április 25. – Kájoni János (románul Ioan Căianu , latinosítva Johannes Caioni) erdélyi születésű, román családból származó ferences szerzetes, énekszerző és -fordító, a Kájoni-kódex alkotója († 1629 körül)